# Khalid Kareem
Khalid Kareem (Detroit, 28 aprile 1998) è un giocatore di football americano statunitense che milita nel ruolo di defensive end per gli Atlanta Falcons della National Football League (NFL).

## Carriera

### Cincinnati Bengals
Kareem al college giocò a football a Notre Dame dal 2016 al 2019. Fu scelto nel corso del quinto giro (147º assoluto) del Draft NFL 2020 dai Cincinnati Bengals. Debuttò come professionista nella gara del primo turno contro i Los Angeles Chargers mettendo a segno un tackle. Nella settimana 11 fece registrare il suo primo sack su Alex Smith del Washington Football Team. La sua stagione da rookie si concluse con 18 placcaggi, disputando tutte le 16 partite.

### Indianapolis Colts
Il 22 novembre 2022 Kareem firmò con la squadra di allenamento degli Indianapolis Colts. Fu svincolato il 29 agosto 2023.

### Chicago Bears
Il 30 agosto 2023 Kareem firmò con i Chicago Bears. Fu inserito in lista infortunati il 23 settembre e tornò nel roster attivo il 30 ottobre, solo per essere svincolato due giorni dopo per rifirmare con la squadra di allenamento. Il 16 gennaio 2024 firmò un nuovo contratto come riserva. Fu svincolato il 23 agosto.

### Atlanta Falcons
Il 30 agosto 2024 Kareem firmò con la squadra di allenamento degli Atlanta Falcons.

## Palmarès
- American Football Conference Championship: 1

Cincinnati Bengals: 2021